# Trichophaea saccata
Trichophaea saccata är en svampart som först beskrevs av H.C. Evans, och fick sitt nu gällande namn av Korf 1973. Trichophaea saccata ingår i släktet Trichophaea och familjen Pyronemataceae.   Inga underarter finns listade i Catalogue of Life.